# Eumorpha anchemolus
Eumorpha anchemolus är en fjärilsart som beskrevs av Pieter Cramer 1779. Eumorpha anchemolus ingår i släktet Eumorpha och familjen svärmare. Inga underarter finns listade i Catalogue of Life.

## Bildgalleri

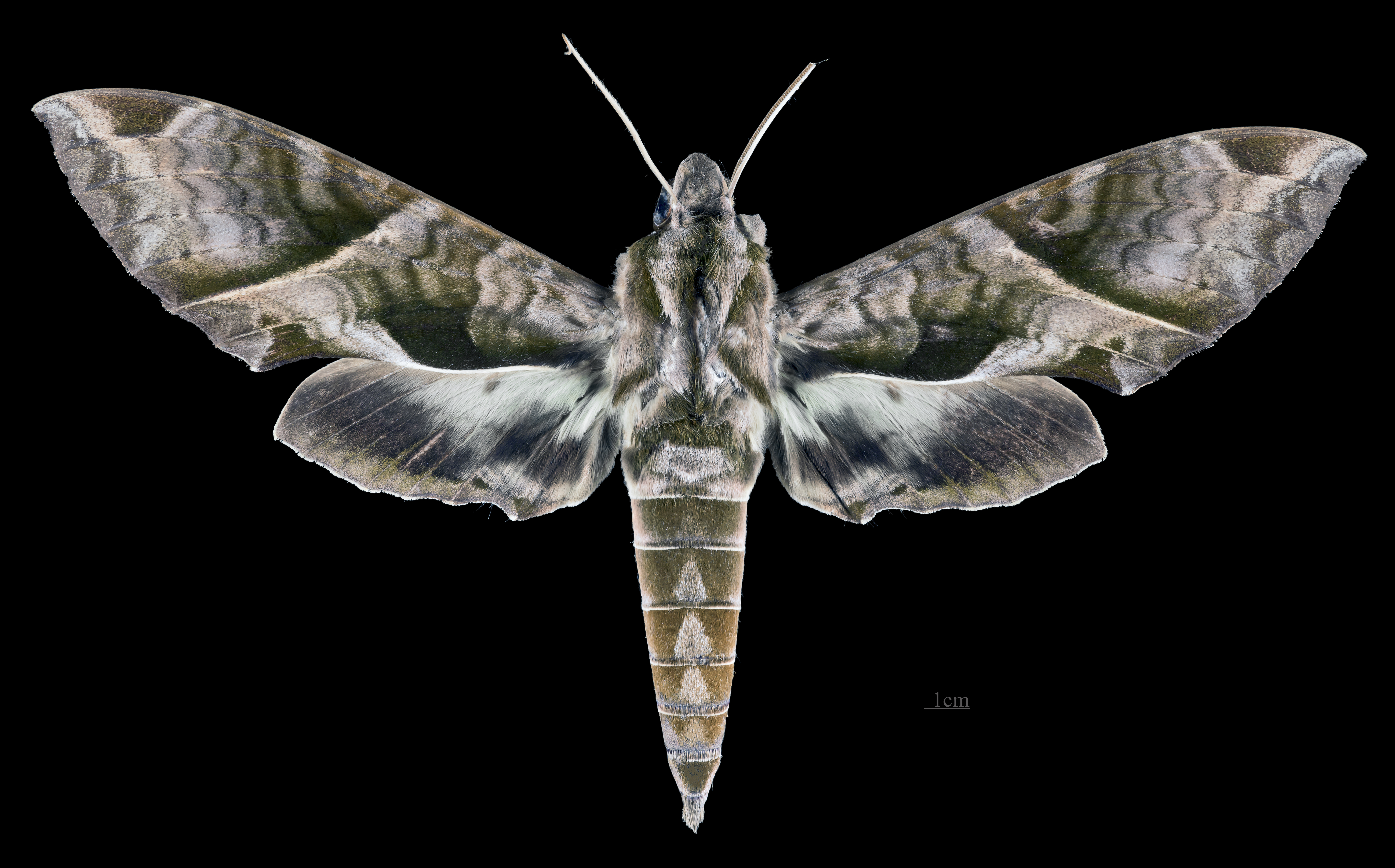
Eumorpha anchemolus ♂
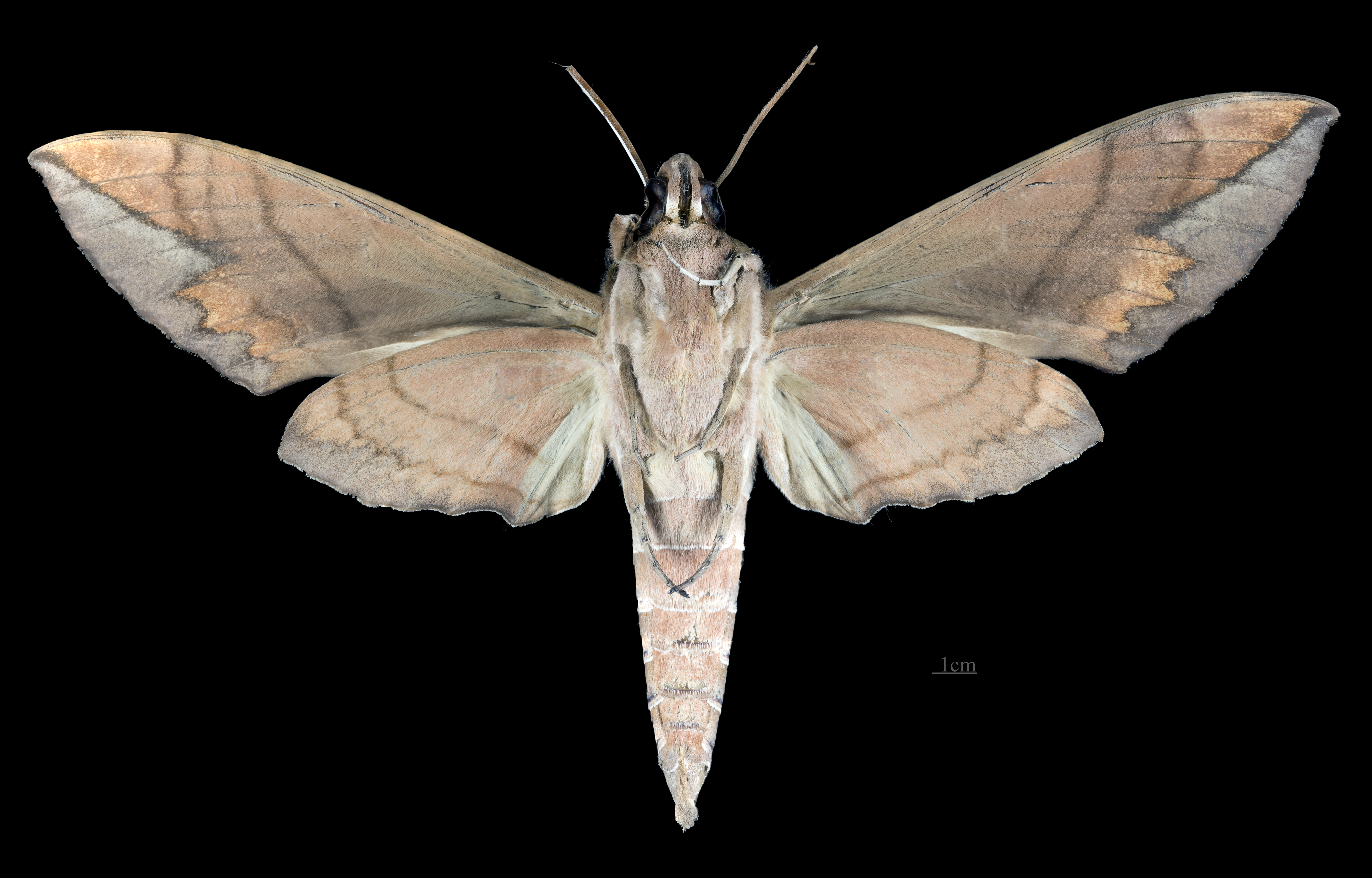
Eumorpha anchemolus ♂  △
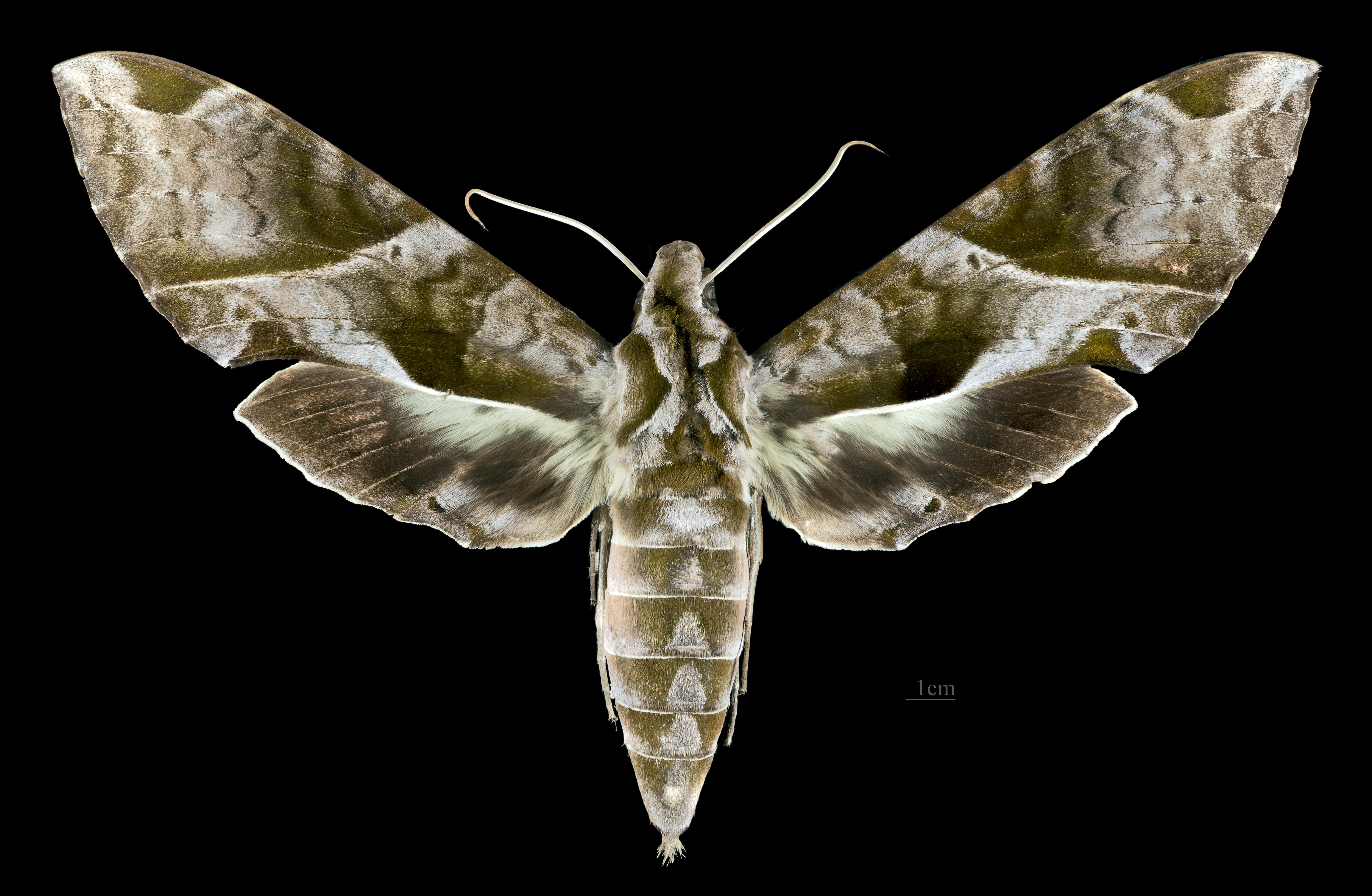
Eumorpha anchemolus ♀
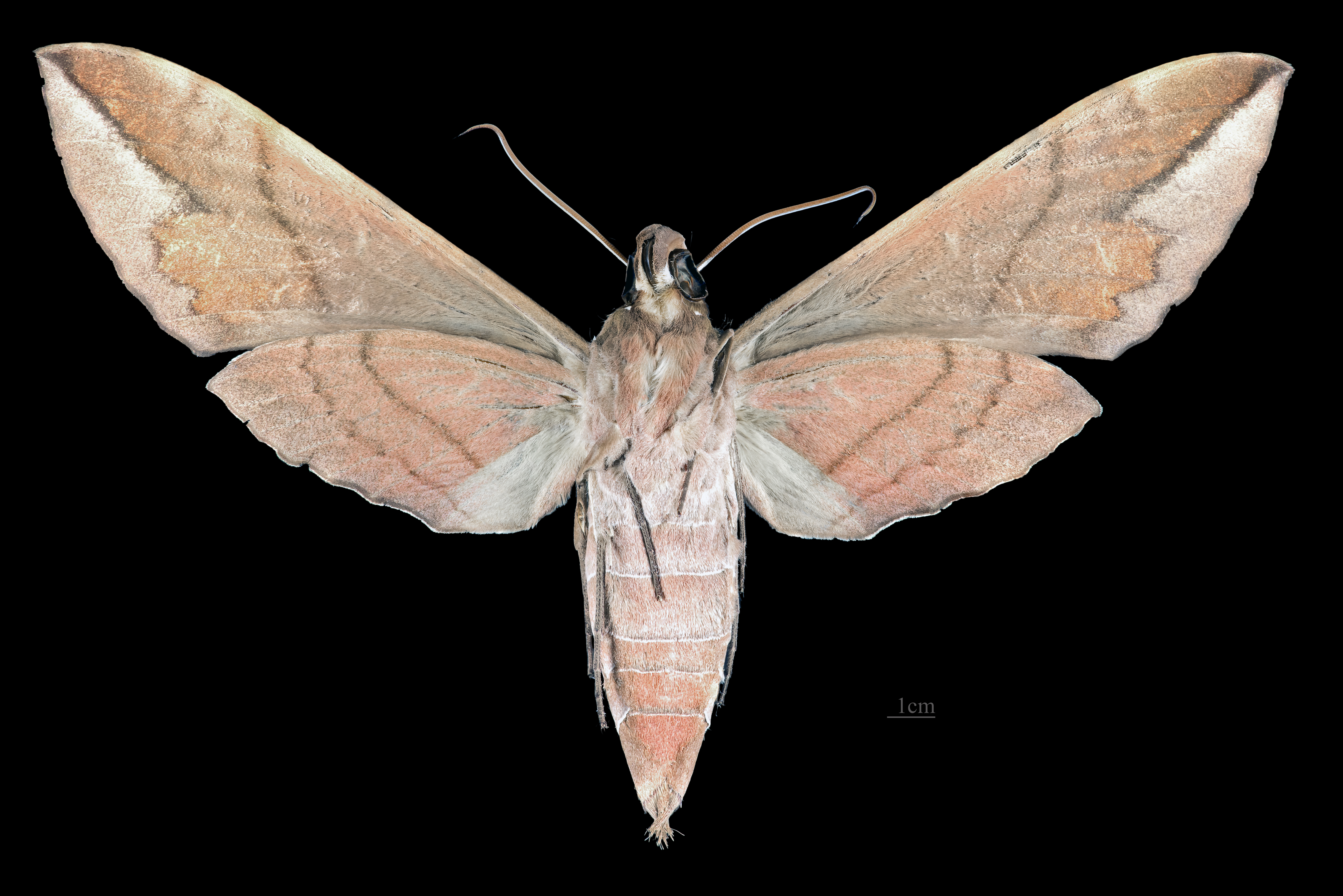
Eumorpha anchemolus ♀  △